# Metrópolis (álbum en vivo)
Metrópolis es el primer Álbum en vivo de León Larregui, realizado y grabado el 6 de octubre del 2016 desde el Teatro Metropólitan ante 3,165 personas, el lanzamiento oficial del CD y DVD fue el 24 de marzo del 2017 con la canción Rue Vieille Du Temple en vivo desde el recinto con Mon Laferte.

## Historia
El álbum fue grabado el 6 de octubre de 2016 en el Teatro Metropolitan en la Ciudad de México durante la su gira de su segundo disco como solista Voluma, donde toca 20 temas de su carrera como solista de sus discos Solstis y Voluma y contó con dueto con la cantante chilena Mon Laferte en la canción Rue Vieille Du Temple.
El 23 de marzo de 2017 se estrenó sencillo del disco «Rue Vieille Du Temple» en vivo desde el Teatro Metropolitan con un dueto con Mon Laferte.
El 30 de marzo fue exhibido en 37 salas de Cinépolis.

## Personal
- León Larregui - Voz líder, guitarra eléctrica en Como Tú, Zombies, Tiraste A Matar y Resistolux.
- Andrea Franz - Coros.
- Marian Ruzzi - Teclados, coros.
- Demian Gálvez - guitarra eléctrica, guitarra acústica en Visitantes, Coros.
- Felipe Ceballos - Batería.
- Salvador Sahagún - guitarra eléctrica, guitarra acústica.
- Mon Laferte - Dueto en Rue Vielle Du Temple.
- Rodrigo Guardiola - Batería en Pérdida Total, Femme Fatal y Resistolux.

## Lista de canciones
Las canciones que Larregui interpretó en su concierto en vivo desde el Teatro Metropólitan fueron las siguientes
1. Aurora Boreal
2. Carmín
3. Souvenir
4. Como Tú (No Incluida)
5. Tremantra
6. Zombies
7. Tiraste A Matar
8. Lattice
9. Rue Vielle Du Temple ft. Mon Laferte
10. Birdie
11. Visitantes
12. Visiones
13. Luna Llena (No Incluida)
14. Cero No Ser (No Incluida)
15. Femme Fatal ft. Rodrigo Guardiola (No Incluida)
16. Pérdida Total ft. Rodrigo Guardiola (No Incluida)
17. Resistolux ft. Rodrigo Guardiola
18. Mar
19. Brillas
20. Locos